# Hermann Kellermann (Politiker)
Hermann Kellermann (* 14. August 1887 in Gehofen; † 22. April 1954 in Erfurt) war ein deutscher Parteifunktionär (SPD/USPD/KPD/SED), Teilnehmer an der Novemberrevolution, Preußischer Landtagsabgeordneter, Raiffeisen-Direktor und Betriebsleiter eines Volkseigenen Betriebes (VEB) in Erfurt.

## Leben
Kellermann entstammte einer Arbeiterfamilie. Sein Vater war Bergmann. Nach dem Besuch der Volksschule erlernte er die Berufe Schmied und Schlosser. 1906 trat er in die Gewerkschaft ein. Als er 1909 von der „Walz“ zurückgekehrt war, arbeitete er als Geselle in Erfurt. 1915 wurde er zum Heeresdienst im Ersten Weltkrieg einberufen, wurde aber 1916 wieder zur Arbeit in seiner Firma dienstverpflichtet. 1917 gehörte er zu den Erfurter Mitbegründern der Unabhängigen Sozialdemokratischen Partei Deutschlands (USPD). Er beteiligte sich 1919 an den Kämpfen der Novemberrevolution in Berlin. Danach kehrte er nach Erfurt zurück und bemühte sich erfolglos um den Aufbau einer „Roten Armee“ in Thüringen. Nach seinem Eintritt in die Kommunistische Partei Deutschlands (KPD) wurde er 1920 politischer Leiter des KPD-Unterbezirks Erfurt. 1924 wurde er Abgeordneter mit dem Mandat seiner Partei im Preußischen Landtag. 1925 übernahm er die Leitung der ZK-Abteilung Landwirtschaft, die er 1928 wieder abgab. U.a. in Sachsen übte er bis 1933 hauptamtliche Parteifunktionen aus.
Nach der Machtübertragung an die NSDAP 1933 wurde er inhaftiert. Ein weiteres Mal war er von 1935 bis 1939 in Haft, u. a. im KZ Sachsenhausen. Nach seiner Entlassung arbeitete er als Schlosser.
Als 1945 die NS-Herrschaft beseitigt war, wurde Kellermann ab Juni dieses Jahres Geschäftsführer des Verbandes der Raiffeisen-Genossenschaften, wurde jedoch 1947 von der Sowjetischen Militäradministration in Thüringen (SMATh) wegen mangelnder Konsequenz bei der Ahndung nicht erfüllter Ablieferungspflichten entlassen und deswegen verhaftet. Nach seiner Freilassung war er ab Februar 1948 Betriebsleiter des VEB Pumpenfabrik Erfurt.